# Ballada o Beringe i ego druzjakh
Ballada o Beringe i ego druzjakh (russisk: Баллада о Беринге и его друзьях, da.: Balladen om Vitus Bering og hans venner) er en sovjetisk spillefilm fra 1970 produceret Gorkij Film og instrueret af Jurij Sjvyrjov.
Filmen skildrer historien om opdagelsen af Beringstrædet, en historisk rekonstruktion af de ordrer og skikke, der eksisterede i det kejserlige Rusland i den beskrevne periode fra Peter den Stores død til 1745.

## Handling
Filmen fortæller om den danske opdagelsesrejsende Vitus Berings heroiske ekspeditioner i russisk tjeneste, organiseret og udført i de østlige dele af det russiske imperium (den første og anden Kamchatka-ekspedition). Handlingen finder sted i en tid med at styrke den unge russiske flådes position - siden 1725, da der ved dekret af Peter den Store blev indledt en sørejse for at studere Ruslands østlige grænser, og Bering gik på en farlig rejse for at finde ud af om der var et stræde mellem Chukotka og Alaska. De vigtigste begivenheder finder sted under Anna Ioannovnas regeringstid, og fortællingen slutter under Elizabeths regeringstid.

## Medvirkende
- Karlis Sebris som Vitus Bering
- Igor Ledogorov som Dmitrij Ovtsyn
- Jurij Nazarov som Aleksej Tjirikov
- Valentin Nikulin som Georg Steller
- Gennadij Frolov som Starodubtsev
- Oleg Basilasjvili som Ivan Alekseevitj Dolgorukov